# Caridina palawanensis
Caridina palawanensis е вид десетоного от семейство Atyidae.

## Разпространение и местообитание
Видът е разпространен във Филипини.
Обитава сладководни басейни и реки.